# Зейдвен
Зейдвен (нід. Zuidveen) — село в нідерландській провінції Оверейсел. Входить до муніципалітету Стенвейкерланд.
Його площа становить 9,59 км², а населення станом на 2021 рік складало 600 осіб.

## Галерея

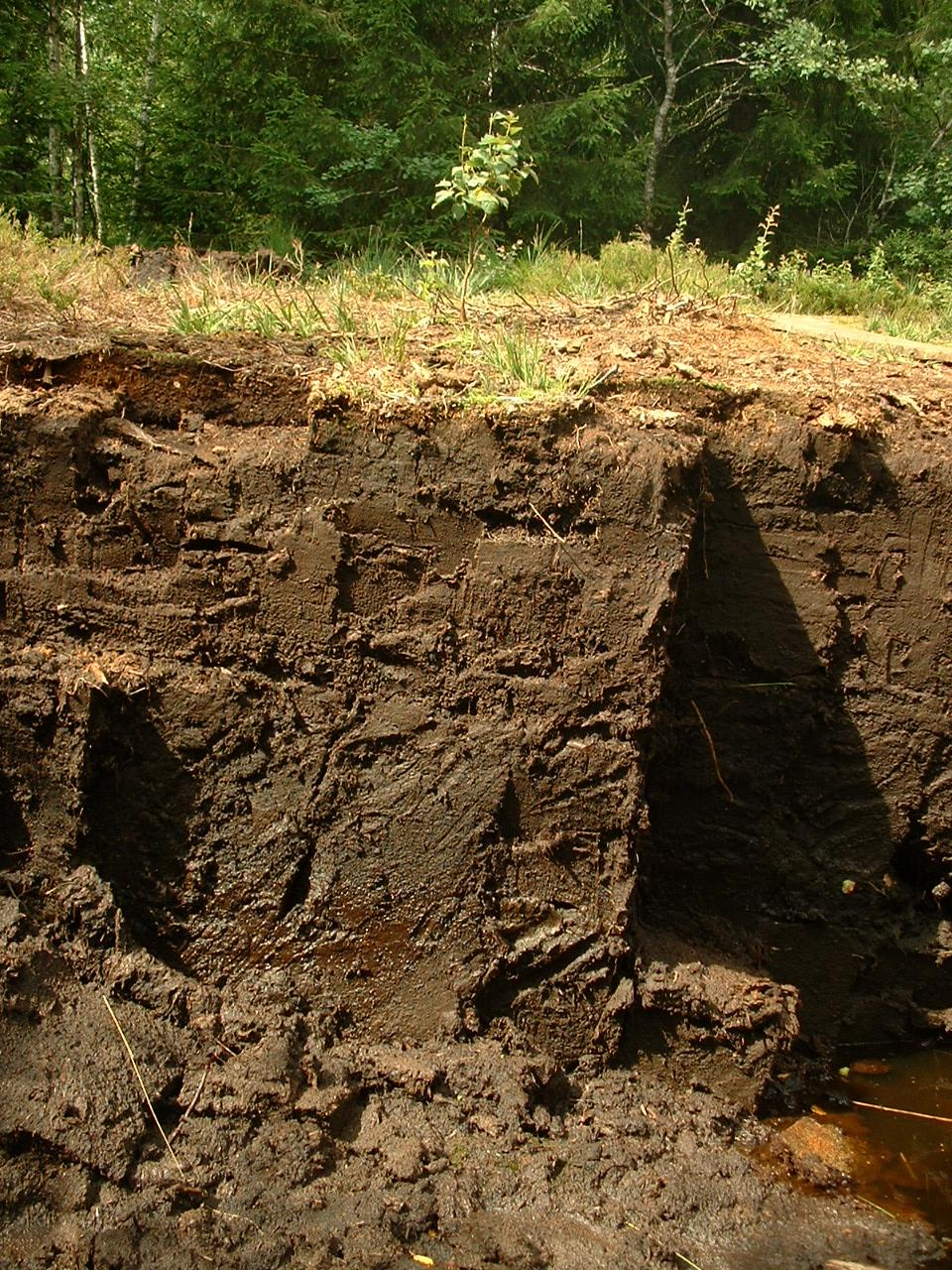
Поклад торфу
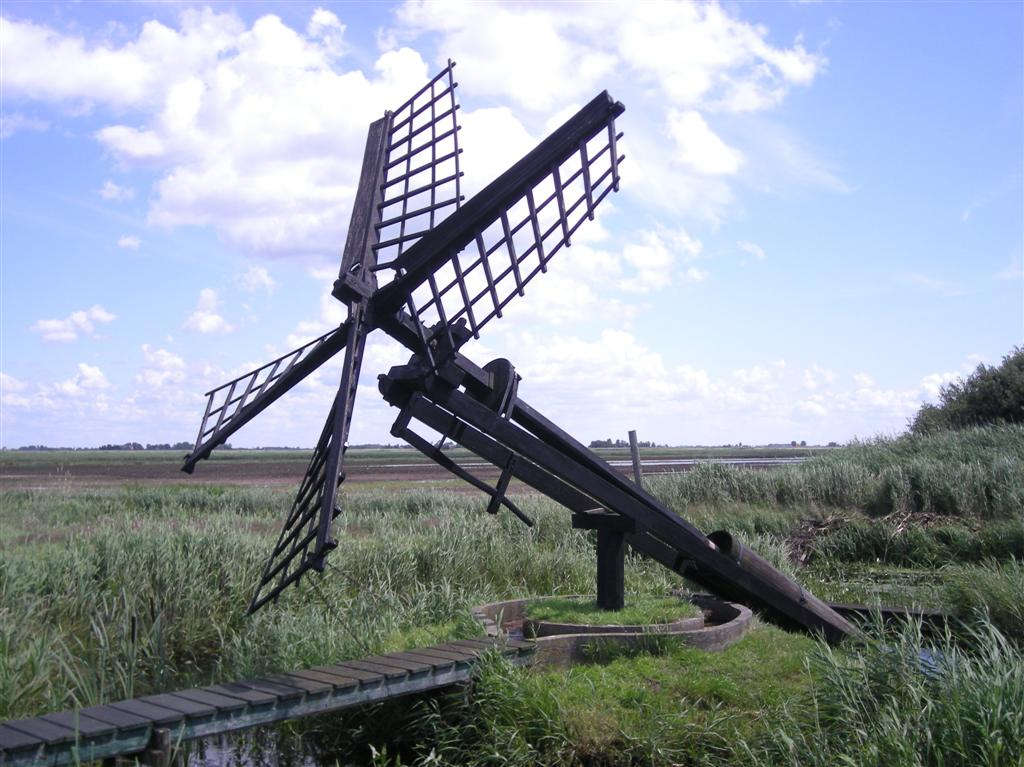
Дренажний вітряк